# Deutsches Meisterschaftsrudern 1977
Das 88. Deutsche Meisterschaftsrudern wurde 1977 in München ausgetragen. Wie im Vorjahr wurden insgesamt Medaillen in 18 Bootsklassen vergeben, davon 13 bei den Männern und 5 bei den Frauen. Bei den Männern wurde der Leichtgewichts-Vierer mit Steuermann durch den Leichtgewichts-Zweier mit Steuermann ersetzt.

## Medaillengewinner

### Männer
| Bootsklasse                           | Gold | Silber | Bronze |
| ------------------------------------- | --- | --- | --- |
| Einer                                 | Martin Curth (Lübecker RG von 1885) | Klaus Schuy (Gießener RG 1877) | Volker Grabow (RC Witten) |
| Doppelzweier                          | Rgm. Berliner RC / Würzburger RG Bayern Michael Gentsch Helmut Krause | RV Saarbrücken Volker Nolte Patrick Gerundt | Ulmer RC Donau Raimund Hörmann Dieter Wiedenmann |
| Zweier ohne Steuermann                | Hannoverscher RC von 1880 Wolfram Thiem Frank Schütze | Rgm. Heilbronner RG Schwaben / RV Friedrichshafen Martin Knapp Gerhard Reinert | Rgm. Potsdamer RC Germania / RK am Baldeneysee Volker Sauer Klaus Roloff |
| Zweier mit Steuermann                 | Rgm. Bonner RG / Kölner RV von 1877 Klaus Meyer Gabriel Konertz Helmut Sassenbach (Stm.) | Würzburger RG Bayern Hermann Greß Dieter Göpfert Roland Schuster (Stm.) | Potsdamer RC Germania Erhard Engelmann Lutz Redlinger Lars Asmus (Stm.) |
| Doppelvierer                          | Rgm. RV Saarbrücken / RV Freiweinheim-Ingelheim 1920 Steffen Müller Patrick Gerundt Volker Nolte Michael Dürsch | Rgm. RTK Germania Köln / Berliner RC / Würzburger RG Bayern / Lübecker RG von 1885 Martin Curth Helmut Krause Michael Gentsch Helmut Wolber | Rgm. IGOR Offenbach / Gießener RG 1877 / Mannheimer RC von 1875 Jürgen Dönges Klaus Schuy Axel Göritz Michael Schadock                                                                             |
| Vierer ohne Steuermann                | Duisburger RV Dietmar Styrnol Horst Michna Ferdinand Albers Thomas Dohmen | Lübecker RK Rüdiger Borchardt Jan Pahnke Peter Reusch Christian Wolke | Rgm. RG Angaria Hannover / WSV Honnef Andreas Müller Wolfgang Rauhut Kuno Höhmann Achim Götz |
| Vierer mit Steuermann                 | Rgm. Hannoverscher RC von 1880 / Kölner RV von 1877 / Bonner RG Gabriel Konertz Wolfram Thiem Frank Schütze Klaus Meyer Helmut Sassenbach (Stm.) | Der Hamburger und Germania RC Urf Gärtner Uwe Völkner Michael Wessels Volker Witten Christian Willenberg (Stm.) | Rgm. Potsdamer RC Germania / Hannoverscher RC von 1880 Erhard Engelmann Lutz Redlinger Hendrik Meinecke Christoph Fricke Lars Asmus (Stm.)                                                         |
| Achter                                | Rgm. Hannoverscher RC von 1880 / RC Hansa von 1898 / RK am Baldeneysee / Kölner RV von 1877 / Bonner RG / Potsdamer RC Germania Reinhard Wendemuth Bernd Truschinski Frank Schütze Klaus Meyer Wolfram Thiem Gabriel Konertz Volker Sauer Klaus Roloff Helmut Sassenbach (Stm.) | Rgm. Hannoverscher RC von 1880 / Heilbronner RG Schwaben / Mainzer RV von 1878 / Ludwigshafener RV von 1878 / Mannheimer RC von 1875 / DRC von 1884 / RV Friedrichshafen Wolf-Dietrich Oschlies Gerhard Reinert Winfried Ringwald Fritz Schuster Uli Soegtig Martin Knapp Werner Hellwig Diethelm Maxrath Roland Fritscher (Stm.) | Rgm. Duisburger RV / Würzburger RG Bayern Thomas Dohmen Ferdi Albers Hermann Greß Dieter Göpfert Horst Michna Dietmar Styrnol Hermann Krimmer Reinhard Fahl Roland Schuster (Stm.)                 |
| Leichtgewichts-Einer                  | Johannes Petersen (Der Hamburger und Germania RC) | Ulrich Wagner (Mindener RV von 1905) | Alfred Loerbroks (Lübecker RG von 1885) |
| Leichtgewichts-Doppelzweier           | Trgm. Hannoverscher RC von 1880 / SRV Ratsgymnasium Hannover Bodo Schaar Eckhard Windmeier | Rgm. RG Marktheidenfeld / Straubinger RC von 1881 Friedrich Marshaus Wolfgang Wendlinger | Rgm. Binger RG 1911 / RV Freiweinheim-Ingelheim 1920 Carl-Friedrich Mohn Ludwig Dürsch |
| Leichtgewichts-Zweier ohne Steuermann | Stuttgart-Cannstatter RC von 1910 Wolfgang Fritsch Ekkehard Braun | Rgm. Stuttgart-Cannstatter RC von 1910 / RG Trier 1883 Gunter Lobing Thomas Thein | Ulmer RC Donau Hansjörg Käufer Johannes Rasper |
| Leichtgewichts-Vierer ohne Steuermann | Rgm. Kölner RV von 1877 / RK am Baldeneysee Jürgen Nentwig Eberhard Rehwinkel Thomas Kiesewetter Detlef Wannagat | Rgm. Der Hamburger und Germania RC / RC Favorite Hammonia Reinhold Hesse Ulf Peuß Ralf Reiber Werner Glowik | Rgm. Rvg. Berlin 1878 / RU Arkona Berlin Martin Blaese Tilo Wemhöner Helmut Minuth Ronald Engel |
| Leichtgewichts-Achter                 | Rgm. Mainzer RV von 1878 / Stuttgart-Cannstatter RC von 1910 / RG Trier 1883 / Ulmer RC Donau Wolfgang Fritsch Ekkehard Braun Johannes Rasper Hansjörg Käufer Gunter Lobing Thomas Thein Ulrich Steinfurth Michael Hoeft Robert Kiefer (Stm.)                                   | Rgm. DRC von 1884 / Hannoverscher RC von 1880 / RG Angaria Hannover Gerhard Frantzius Andreas Kißling Werner Seebaß Günter Wohlers Jürgen Kirchhoff Holger Norden Rolf-Dieter Mummentey Michael Dille Dirk Große-Loheide (Stm.)                                                                                                   | Rgm. RC Allemannia von 1866 / Gießener RG 1877 / WSV Honnef Heino Ramm Volker Schmidt Hans-Georg Reins Walter Dampke Peter-Michael Klein Werner Hänyes Norbert Kröck Uwe Drehwald unbekannt (Stm.) |

### Frauen
| Bootsklasse                 | Gold | Silber | Bronze |
| --------------------------- | --- | --- | --- |
| Einer                       | Gabriela Toader (Limburger RV 1895) | Karin Belzer (Kasteler RuKG 1880) | Brigitte Bandura (RC Tegel 1886)                                                                                    |
| Doppelzweier                | IfL Uni Köln / Frauen-RC Wannsee Marga Trapp Karola Brandt | Neusser RV Petra Finke Anne Dickmann | IfL Uni Köln Sabine Reuter Veronika Walterfang                                                                      |
| Zweier ohne Steuerfrau      | Rgm. RV Saarbrücken / Neusser RV Eva Dick Ursula Decker | Hamburger RC von 1925 Karin Gondolatsch Doris Leifermann                                                                                         | Stuttgarter RG von 1899 Isolde Eisele Marianne Weber                                                                |
| Doppelvierer mit Steuerfrau | Rgm. Frauen-RC Wannsee / IfL Uni Köln / RC Tegel 1886 / Limburger RV 1895 Karola Brandt Gabriela Toader Brigitte Bandura Marga Trapp Kathrien Plückhahn (Stf.) | Rgm. Stuttgart-Cannstatter RC von 1910 / Wormser RC Blau-Weiß Erika Endriss Monika Zipplies Carmen Trabold Sabine Illy Petra Schimurda (Sft.)    | Rgm. Neusser RV / IfL Uni Köln Anne Dickmann Veronika Walterfang Petra Finke Sabine Reuter Birgit Hochgürtel (Stf.) |
| Vierer mit Steuerfrau       | Rgm. Hamburger RC von 1925 / RV Saarbrücken / Mainzer RV von 1878 Doris Leifermann Karin Gondolatsch Eva Dick Ursula Decker Angela Braasch-Eggert (Stf.)       | Rgm. Stuttgarter RG von 1899 / Lübecker Frauen RK / RC Dresdenia Brigitte Huhn Brigitte Kiesow Isolde Eisele Marianne Weber Olivia Garcia (Stf.) | Keine weiteren Boote angetreten.                                                                                    |